# Offener Vollzug
Beim offenen Vollzug werden im Gegensatz zum geschlossenen Vollzug keine oder nur verminderte Vorkehrungen gegen Entweichungen getroffen. Dies erfordert vom Insassen die freiwillige Einordnung in ein System der Selbstdisziplin, der Gemeinschaftsfähigkeit und Eigensteuerung und ist die letzte und wichtigste Stufe zur „Einübung der Regeln des freien Lebens“ (Resozialisierung).
Der offene Vollzug ist nicht zu verwechseln mit den sogenannten Vollzugslockerungen. Letztere können sowohl im offenen als auch im geschlossenen Vollzug angeordnet werden und erlauben dem Gefangenen unter bestimmten Voraussetzungen ein vorübergehendes Verlassen der Vollzugsanstalt. Der Verzicht auf bauliche oder technische Sicherungsmaßnahmen im offenen Vollzug bedeutet aber nicht automatisch, dass der Gefangene die Anstalt verlassen darf. Allerdings werden Gefangene, denen eine Außenbeschäftigung, d. h. eine Arbeit außerhalb der Anstalt, gestattet wurde, in der Regel im offenen Vollzug untergebracht.

## Deutschland
Zum 31. März 2021 befanden sich von den 44.000 Strafgefangenen in Deutschland 6.000 im offenen Vollzug (14 Prozent).
Der Anteil der Gefangenen, die nach Ausgängen zu spät oder nicht freiwillig zurückkehrten, liegt bei weniger als 1 Prozent. Das sind in Berlin weniger als 100 Fälle pro Jahr.

## Juristischer Hintergrund
§ 10 Abs. 1 StVollzG regelt: „Ein Gefangener soll mit seiner Zustimmung in einer Anstalt oder Abteilung des offenen Vollzuges untergebracht werden, wenn er den besonderen Anforderungen des offenen Vollzuges genügt und namentlich nicht zu befürchten ist, dass er sich dem Vollzug der Freiheitsstrafe entziehen oder die Möglichkeiten des offenen Vollzuges zu Straftaten missbrauchen werde.“
In der Regel werden nur Ersttäter in einer Anstalt des offenen Vollzugs untergebracht, je nach Bundesland können aber sehr unterschiedliche Kriterien und Maßstäbe für die Aufnahme in den offenen Vollzug ausschlaggebend sein. Der Gefangene bekommt eine Ladung zum Strafantritt. Er kann vor dem Strafantritt ein Gnadengesuch stellen, wobei er dafür triftige Gründe benennen muss. Nur in den seltensten Fällen wird aber ein Gnadengesuch positiv beschieden. Außerdem kann der Gefangene unter bestimmten Voraussetzungen (Krankheit, Todesfall in der Familie etc.) den Termin für seinen Strafantritt einmalig verschieben. Folgt er dieser Ladung nicht, wird er zur Fahndung ausgeschrieben und wird nach der Festnahme in den geschlossenen Vollzug verbracht und bleibt so lange im Regelvollzug, bis entweder wieder seine Eignung für den offenen Vollzug bescheinigt wurde oder er aus dem geschlossenen Vollzug entlassen wird.
Nach seinem Strafantritt im offenen Vollzug darf der Gefangene erst einmal die Haftanstalt (den offenen Vollzug) so lange nicht verlassen, bis seine Eignung für den offenen Vollzug festgestellt wurde. Die Eignung wird durch die Sozialarbeiter der Haftanstalt überprüft und muss final vom Haftanstaltsleiter abgesegnet werden. Die Eignungsprüfung dauert üblicherweise 14 Tage. Erst nachdem die Eignung für den offenen Vollzug festgestellt wurde, werden dem Gefangenen erste Ausgänge genehmigt. Bewährt sich der Gefangene während dieser Zeit, wird ihm anschließend eine Arbeitsaufnahme außerhalb der Anstalt erlaubt. Hierbei wird der neue Arbeitgeber des Gefangenen allerdings genau überprüft, in dem der für den Gefangenen zuständige Sozialarbeiter den Arbeitgeber persönlich aufsucht. Erst danach darf er die neue Arbeit aufnehmen. Außerdem besucht der Sozialarbeiter den Gefangenen nach der Arbeitsaufnahme im Betrieb regelmäßig, aber unangemeldet, um zu prüfen, ob der Gefangene immer noch dort beschäftigt ist und erkundigt sich über die aktuelle Situation. Grundsätzlich lässt sich beobachten, dass in den südlichen Bundesländern wie beispielsweise Bayern oder Baden-Württemberg strengere Maßstäbe angelegt werden, während in den nördlichen Bundesländern wie beispielsweise Berlin, Bremen oder Hamburg eine liberalere Praxis üblich ist. Für den offenen Vollzug ungeeignet sind namentlich sucht- und fluchtgefährdete Gefangene, Gefangene, die in der Vergangenheit eine Vollzugslockerung (Ausgang und Urlaub) missbraucht haben, sowie Gefangene, gegen die ein Ausweisungs-, Auslieferungs-, Ermittlungs- oder Strafverfahren anhängig ist.

## Prominente Freigänger in Deutschland
- Wolfgang Beltracchi (* 1951), Maler
- Uli Hoeneß (* 1952), Fußballfunktionär und -spieler
- Egon Krenz (* 1937), ehemaliger Staatsratsvorsitzender der DDR
- Jürgen Schneider (* 1934), ehemaliger deutscher Immobilienunternehmer
- Martin Semmelrogge (* 1955), Schauspieler und Synchronsprecher
- Karsten Speck (* 1960), Schauspieler und Sänger
- Klaus Volkert (* 1942), ehemaliger Betriebsratsvorsitzender von Volkswagen
- Thomas Middelhoff (* 1953), ehemaliger Vorstandsvorsitzender Bertelsmann AG und Arcandor
- Robert Hoyzer (* 1979), ehemaliger deutscher Fußballschiedsrichter
- Lars Schlecker (* 1971), Sohn des Gründers der Schlecker-Drogeriemärkte
- Peter Behrens (1947–2016), Musiker und Schauspieler sowie Schlagzeuger der Band Trio
- Ahmad Miri, Clan-Mitglied[4]
- Alfons Schuhbeck (* 1949), Star-Koch